# Police brésilienne
 (juillet 2023).
La police brésilienne occupe des fonctions centrales au sein du système de sécurité publique, couvrant une diversité d'organisations depuis les entités fédérales jusqu'aux forces étatiques et municipales. Ces organisations sont définies par leurs rôles spécifiques établis par la Constitution fédérale, en particulier pour la Polícia Federal et la Polícia Rodoviária Federal.
Le système policier est structuré autour de trois fonctions principales : le maintien de l'ordre, l'exécution de la loi et l'administration des peines, visant la protection des citoyens et le maintien de l'ordre public.

## Controverses

### Personnes tuées par la police
La police brésilienne est considérée comme la plus violente du monde. Entre 2015 et 2019, environ 25 000 Brésiliens ont été tués par la police ; la plupart étaient issus de quartiers défavorisés. Certains observateurs évoquent des « exécutions extrajudiciaires de masse ».
Les forces de police n’hésitent pas à menacer les témoins gênants, à maquiller les scènes de crime ou à faire disparaître les cadavres.

### Au service des grands propriétaires terriens
Des policiers exercent en dehors de leurs heures de travail comme agents de sécurité pour les grands propriétaires terriens. Ces activités se traduisent parfois par des actions très violentes, voire par des massacres : en mai 2017, dix paysans appartenant à la Ligue des paysans pauvres sont torturés puis exécutés après avoir participé à l'occupation d'une grande propriété à Pau d’Arco. Ce massacre est le pire depuis celui d’Eldorado dos Carajás, en 1996, où dix-neuf paysans du Mouvement des sans-terre avaient été exécutés par des policiers.

## Organisation
La police brésilienne prend la forme de :
- 27 corps de police civile,
- 27 corps de police militaire,
- et  de la Police fédérale.

La Força Nacional de Segurança Pública recrutée depuis 2004 au sein de chaque police militaire remplit, à la demande des gouverneurs des états brésiliens les mêmes missions de maintien de l'ordre que la Gendarmerie mobile en France. À ces corps de police s'ajoute :
- 1 Police autoroutière fédérale,
- 1 Police ferroviaire fédérale,
- et 1200 corps des gardes municipales.

## Équipement

### Un armement lourd

Quelques armes en service dans les polices brésilienne. De haut en bas :Colt M4,IMBEL MD97, CBC/Magtech 586, Taurus MT-40, 2 Taurus PT-100 (dont un équipé d'une torche) et un Taurus PT940.

L'armement individuel des policiers, civils comme militaires,  est  composé de pistolets calibre .40 S&W ou .45 ACP (majoritairement produits localement).
Mais  des revolvers (tirant la .38 Special, comme les Rossi Pioneer, Taurus 85 et 82,  doivent être encore en service chez les policiers ayant été recruté avant les années 1980
Des carabines de police, des fusils de police calibre 12 et autres fusils d'assaut, sont d'un emploi nécessaire devant le moderne armement des criminels brésiliens (notamment à Rio et Sao Paulo.
Ainsi sont en service en 2012 les armes suivantes :
- FA :Colt Commando Colt M4,IMBEL M/964 & M/969 et IMBEL MD97
- PA, IMBEL M1911A1 (et ses variantes) Taurus PT-100, Taurus PT940 Taurus PT24/7.
- P-M Heckler & Koch MP5,Heckler & Koch UMP, Taurus MT-12 et Taurus MT-40

### Une flotte de véhicules de police puissants
De nombreuses polices civiles et militaires brésiliennes utilisent des VUS dans le cadre de leurs missions. Parmi ceux-ci les plus courants sont les :
- Nissan Xterra
- Nissan Frontier
- Chevrolet S-10.

Ces imposants 4X4 étant produits par les filiales brésiliennes de General Motors et de Renault-Nissan.